# リュウゼツラン属
リュウゼツラン属（竜舌蘭、学名: Agave、アガヴェ〈あるいはアガベ、アガーベと表記〉）は、リュウゼツラン科の単子葉植物の分類群。100種以上が知られている。学名 Agave はカール・フォン・リンネがギリシャ神話のアガウエーから名付けたもので、メキシコではマゲイ（西:  maguey）とも呼ばれている。リュウゼツラン属では208の種が知られている。 
原産地は中央アメリカ。メキシコを中心に米国南西部と中南米の熱帯域に自生するほか、食用・繊維作物、あるいは観葉植物として広く栽培されている。和名に「蘭」とあるが、ラン科 (Orchidaceae) に近い植物ではない。また形状がアフリカ原産のアロエに似ているが、アロエはツルボラン科の植物である。
日本ではリュウゼツランあるいはアガベの両方で呼ばれることが多いが、趣味家にとってリュウゼツランとはあくまで1つの品種のことを指すので、総称としてはアガベと呼ばれる。和名の竜舌（リュウゼツ）は、葉が長くて厚く、葉の先が尖っていて縁にはトゲがあることから、これを伝説上の生き物である龍の舌に見立てて名付けたもので、蘭（ラン）はその花の美しさに対して付けられたものである。

## 性質

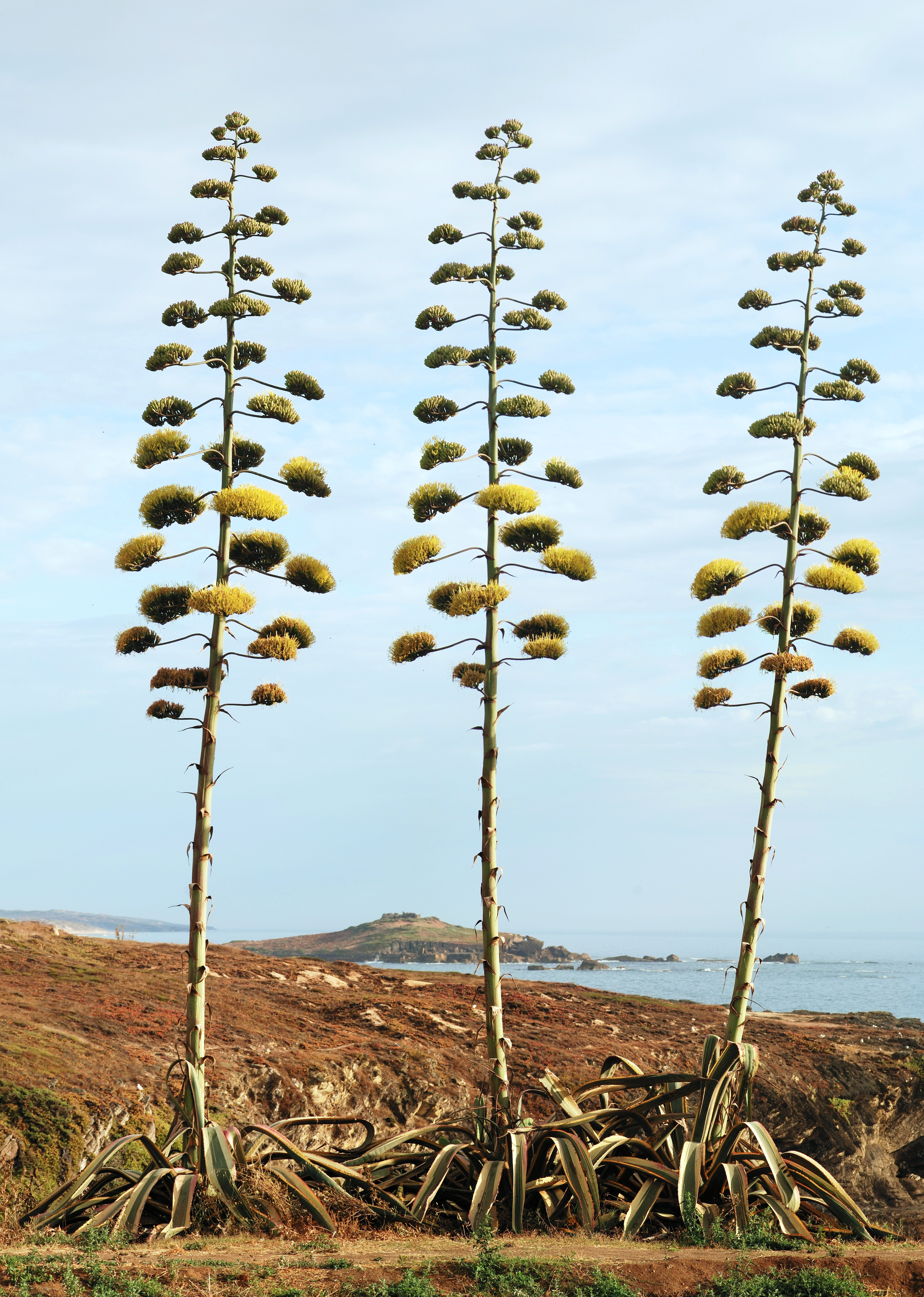
開花期のアオノリュウゼツラン（ポルト・コヴォ, ポルトガル） - 葉はほとんど枯れている。

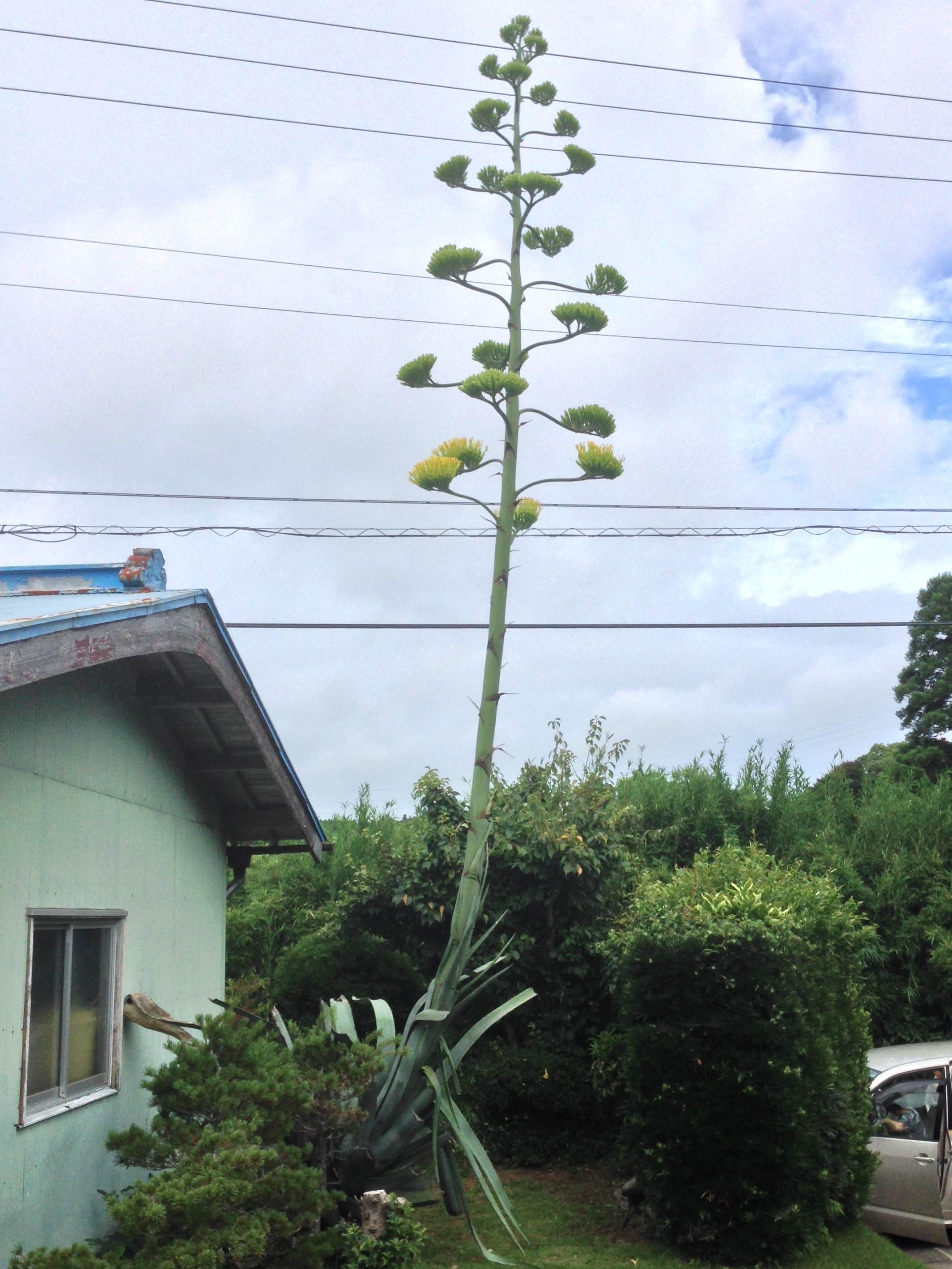
日本で開花したアオノリュウゼツラン（千葉県いすみ市、2016年8月撮影）。

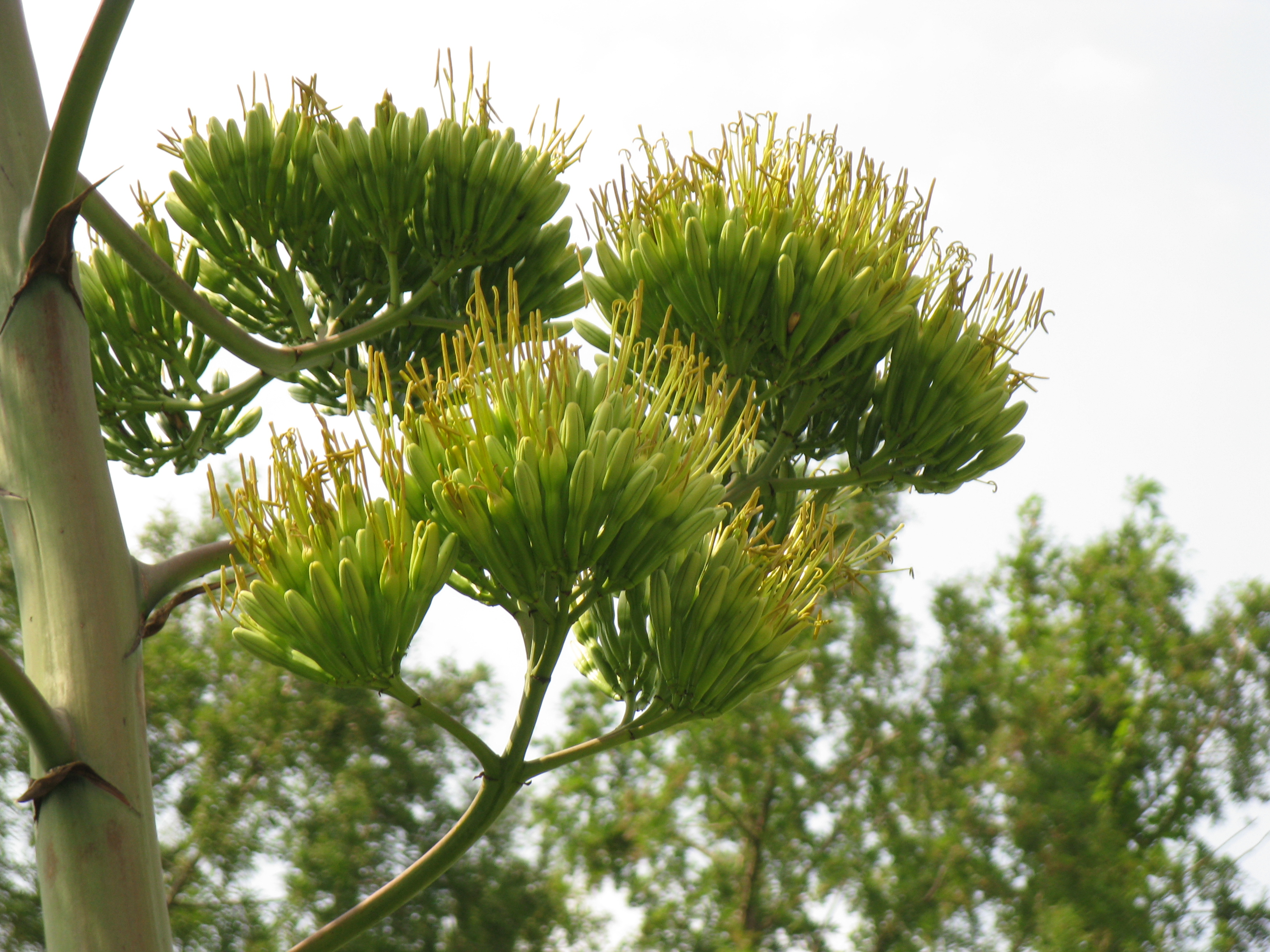
アオノリュウゼツランの花（大阪府立花の文化園にて2010年8月撮影）。

先が鋭く尖り、縁にとげを持つ厚い多肉質の葉からなる大きなロゼットを形成する。葉の幅は広いものでは15センチメートル (cm) 、長さ1メートル (m) を超えるものがある。厚さも3 - 5 cmになるものがある。葉の色は、多くは灰色を帯びた緑色で、種によっては緑色に黄色の縞がつくものがある。茎は大半の種では短く太いため、根から直に葉が生えているようにも見える。
気候や土壌にもよるが一般に成長は遅く、花を咲かせるまでに数十年を要するものも多い。100年（1世紀）に一度開花すると誤認されたことから、英語で“century plant”（センチュリー・プラント、「世紀の植物」）という別名がある。
花はロゼットの中心から「マスト」と呼ばれる背の高い花茎が伸び、その先に短い筒状のものがたくさんつく。ごく少数の例外を除いて、基本的には開花・結実後に植物は枯れる一回結実性（一稔性植物）である。種子による繁殖以外にも、球芽を形成したり、茎の根元から蘖（ひこばえ）を密生することによって、新しい個体を増殖する。
ある種のリュウゼツランの汁に触れると皮膚がかぶれることがあり、症状は1 - 2週間ほど続く。外見上治癒した後も1年間ほどはかゆみが再発することがある。しかし乾燥したリュウゼツランの葉であれば、素手で扱ってもこれらの症状はほとんど現れない。

### アオノリュウゼツラン
リュウゼツランの一種。本来、植物の基本は葉に斑が入っていない物を指すため、リュウゼツランはこの「アオノリュウゼツラン」のことを指すが、日本では斑入りの品種が先に輸入されて「リュウゼツラン」という名前を取ってしまったため、基本種である斑なし品種があえて「アオノ」を前につけた呼び名となった。
数十年をかけ成長したのち、1度だけ花を咲かせ枯れてしまう。まず、「栄養成長期」には葉を次々に出して栄養を貯めていく。原産地である熱帯地域では栄養成長期は10-20年にわたり、その後開花する。日本では30-50年で開花する。 開花期になると「生殖成長」へと切り替わり、葉から花茎へと養分の転流が起こり、下の葉から枯れ始めると同時に花茎が急成長をする。花茎は1日に10cm程成長し、2ヶ月ほどで大きいもので高さ10mにもなり数千の花をつける。花は下の方から咲き始め、それぞれの花では雄しべが枯れ始めると雌しべが成長するという受粉に困難がある成長形態であるが、メキシコでは蜜や花粉を食べるオオコウモリ（en:greater long-nosed bat）が受粉を媒介している。午後6時以降夜間に大量の蜜を分泌しているとの観測があり、コウモリの活動時間と合致している。
また数千という多数の花をつけるが、結実するのは上の方の2-3割の花で、残りの花は人工授粉をしても結実しない。下の方の花は花粉をより多く供給するため、また花茎が折れた時などの保険として咲いていると考えられている。
日本の植物園では江の島サムエル・コッキング苑（旧・江の島植物園、神奈川県藤沢市）に数十株が展示されている。近年では、星薬科大学薬用植物園（東京都品川区）の栽培株が2018年7月に開花した。2024年は春～夏にかけて日本各地での開花が報道された。多肉植物にくわしい中部大学の准教授・堀部貴紀はNHKの取材に対し、リュウゼツランは日中の気温が30度以上、夜間の気温が10度から30度になると成長が進むため、近年の温暖化傾向によって条件を満たす日数が増えた結果、日本各地でリュウゼツランの開花が相次いだのではないかと分析している。一方で野生化した例もあり、生態系への懸念から、環境省の「重点対策外来種」に加えられている。

### リュウゼツランとユッカの違い
近縁の種であるリュウゼツラン属とユッカ属は原生地が主にメキシコ・米国南西部の乾燥地帯、多肉植物で葉の形、ロゼット状の形態など類似点が多い。
例外もあるが、主な違いは以下のとおりである。
- 葉はいずれも放射状に生えるがリュウゼツランの方がより肉厚で葉の先の針、縁ののこぎり状のとげがあるのに対し、ユッカはより薄く、細く、葉は真っ直ぐでとげがない。またユッカは成長に伴い幹を形成し高く成長するがリュウゼツランはほとんど幹を形成しない。
- ユッカの受粉はユッカガ（英語版）によるが、リュウゼツランの受粉はハチ、ガ、鳥類、コウモリなどによる。リュウゼツランの大半は1回結実性で10年から数十年に1度しか開花せず、結実後には枯れるが、ユッカは成熟個体はほぼ毎年開花し結実後も枯れず成長を続ける。

## 用途
リュウゼツランの葉、茎、花茎、花は可食部であり、植生のある乾燥地帯の先住民は食料としていた。花および花茎はそれぞれ数キログラムが収穫可能である。

### 食用
リュウゼツランの仲間では、開花期になると、それまでの栄養成長で蓄えたデンプンの糖化が起き、大量の糖分を含んだ液体の転流が花茎に起こる。メキシコでは先史時代から、若い花茎をそのままサトウキビのように消費したり、花茎を切り取って切り口を掘りくぼめることで、この液体を集め、そのまま甘味料とした。この樹液を煮詰めたものはアガベシロップあるいはマゲイシロップの呼び名で甘味料として利用される。この甘味料はグリセミック指数が低い甘味料として利用される。
アオノリュウゼツランやテキラリュウゼツラン等の樹液を発酵させたものがプルケで、先コロンブス期から作られてきた。またアオノリュウゼツランやテキラリュウゼツラン等からは蒸留酒も作られている。樹齢数年から12年の花茎を伸ばす前の段階で収穫し葉を切り除く。肥大化した茎の部分（葉を切り落とした姿がパイナップルに似ているため「ピーニャ(西: piña)」と呼ばれる）の重さは36-91kgになる。この「ピーニャ」を蒸し焼きにして糖化を引き起こし、これを搾って得た糖液をアルコール発酵させ蒸留したものでメスカルという蒸留酒である。メスカルの中でもメキシコのハリスコ州テキーラで作られるテキーラは世界的に飲まれている。

### 繊維
リュウゼツランのいくつかの種は、葉から繊維をとることができ、サイザルアサ・アロー繊維のとれるアオノリュウゼツラン・エネケンなどが知られる。葉からアサ（麻）のような繊維を採るため、工芸作物として昔から栽培された。繊維は強靱で、ナイロンなどの化学繊維が発達するまでの間、ロープなどに用いられた。

### 観賞用
観葉植物としても広く栽培されている。様々な斑入りの変種があり、縁が白や黄色になったもの、葉の中心に根元から先端まで斑が入ったものなどがある。ヨーロッパに初めに持ち込んだのはスペインやポルトガルの探検家とみられるが、人気が出始めたのは、19世紀に蒐集家が様々な種を輸入するようになってからである。花も相応に美しいことから、公園などに植えられているところもある。
大型のものは、温暖な地域では露地植えで栽培される。小型種は多肉植物として温室栽培される。これがアガベとして広く知られている。

### その他
乾燥した葉は燃料として使用されたり、日本の茅葺のように屋根を葺くのに使用される。乾燥した花茎は、柱などの建築材としても使用された。インドでは、線路沿いに生垣として植えられている。
乾燥して薄く切った花茎は、剃刀の革砥がわりになる。花茎は管楽器のディジュリドゥの材料として非常に高い評価を得ている。また、葉を絞った液は泡立つため、石鹸のように使われる。メキシコのインディオは、リュウゼツランからペン・釘・針、縫い物や織物に使う糸などを作っていた。

## 分類
以前はユリ科やリュウゼツラン科、研究者によってはヒガンバナ科に分類されていた。
2009年に公表されたAPG IIIの体系ではキジカクシ科とされ、その中のリュウゼツラン亜科に分類されている。
リュウゼツランの仲間は同一種内での個体変異が大きく、また系統の不明なものや野生種の変種も多いため、分類は難しい。ヨーロッパで栽培されている種の中には自然と異なる環境で何代も無性生殖を繰り返したため、天然のいかなる種とも似ていないものが存在する。

### 代表的な種

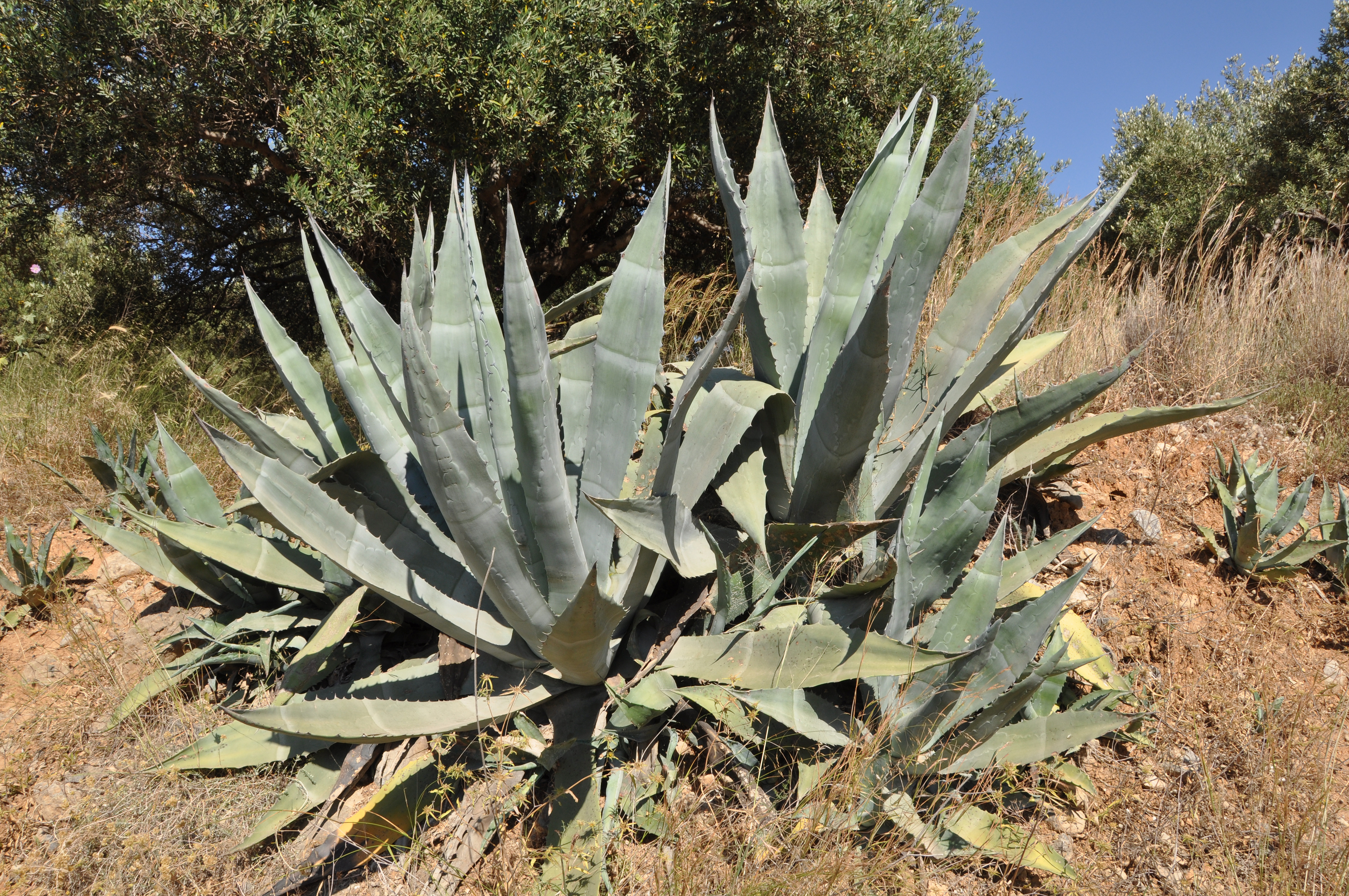
アオノリュウゼツラン (A. americana) - 最も一般的な種のひとつ。
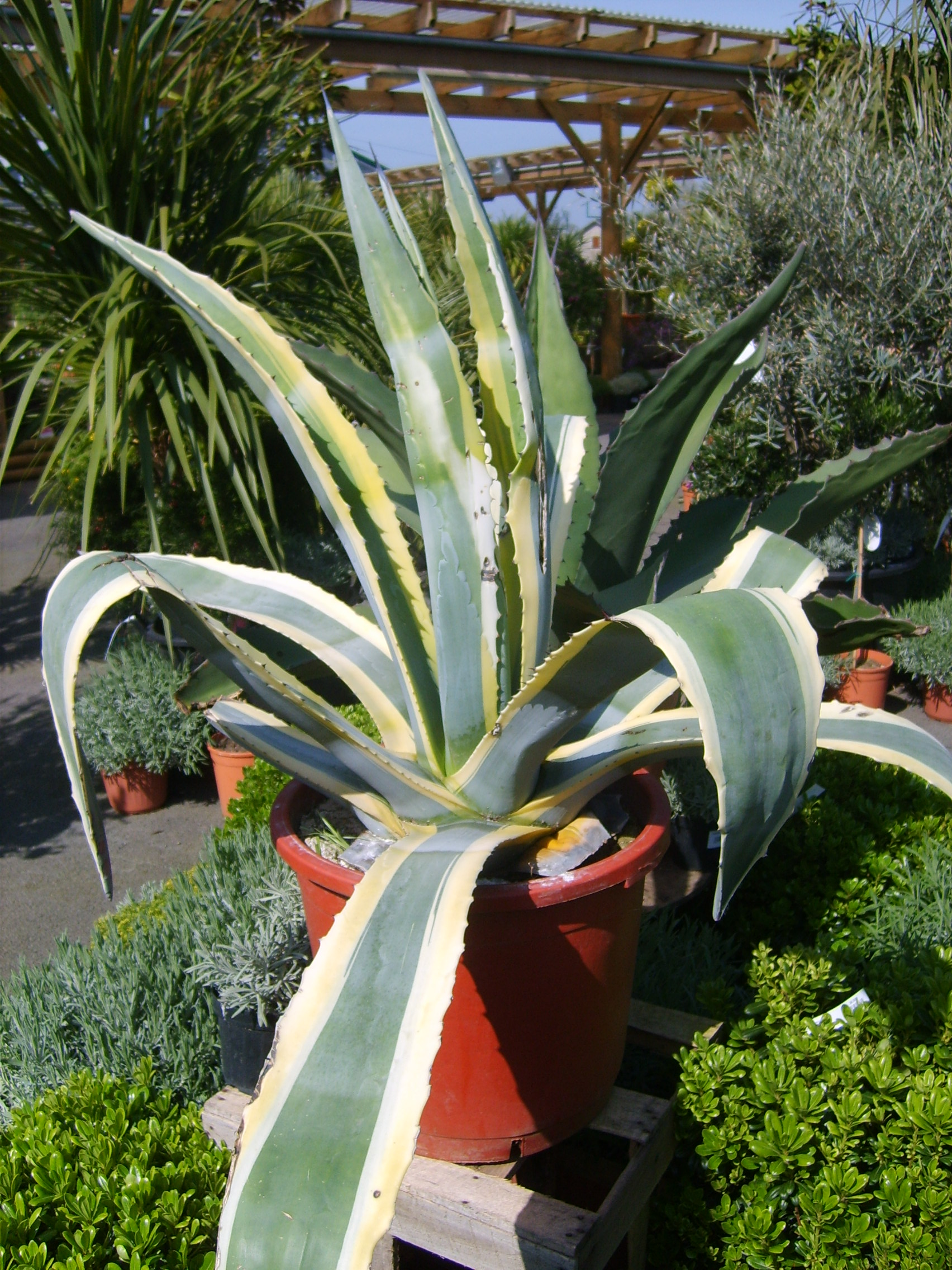
(狭義の)リュウゼツラン (A. americana, Marginata) - アオノリュウゼツランの斑入りの品種。単に「リュウゼツラン」といった場合、本品種を指すこともある。
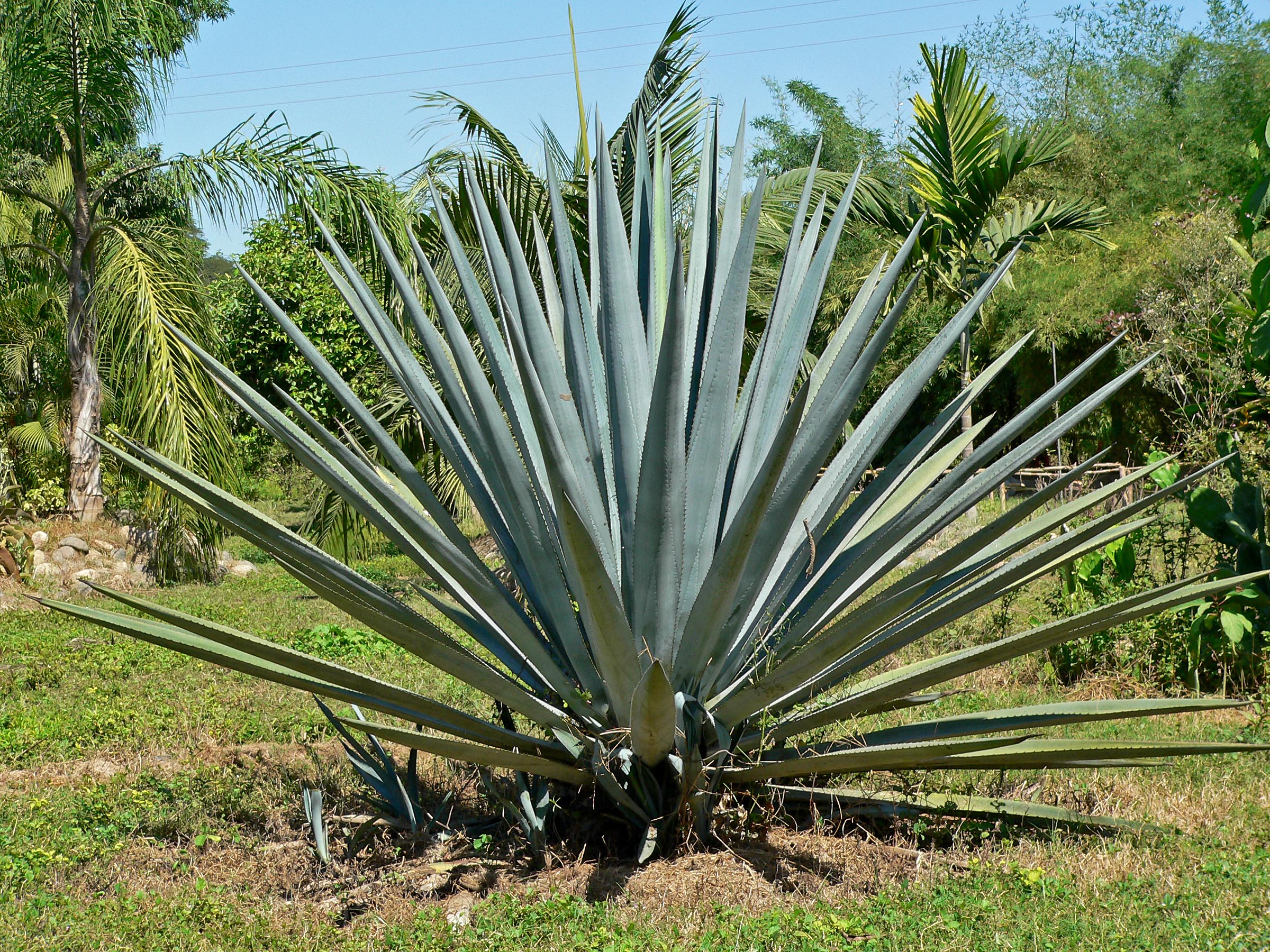
テキラリュウゼツラン (A. tequilana) - テキーラの原料。
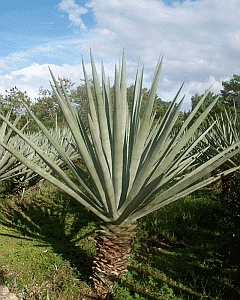
サイザルアサ (A. sisalana) - 繊維作物として栽培される。
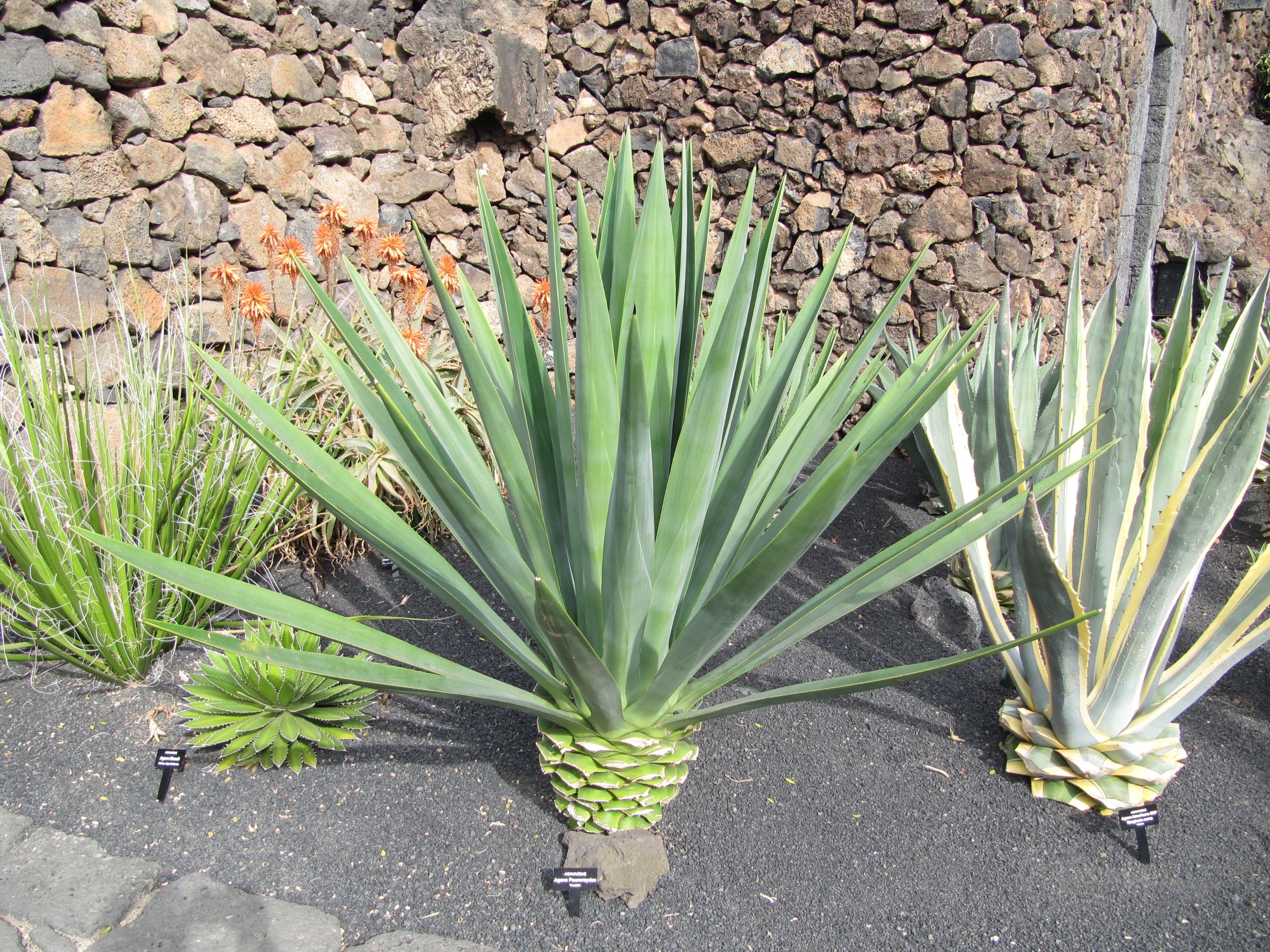
エネケン (A. fourcroydes) - サイザルアサに近縁の繊維作物。
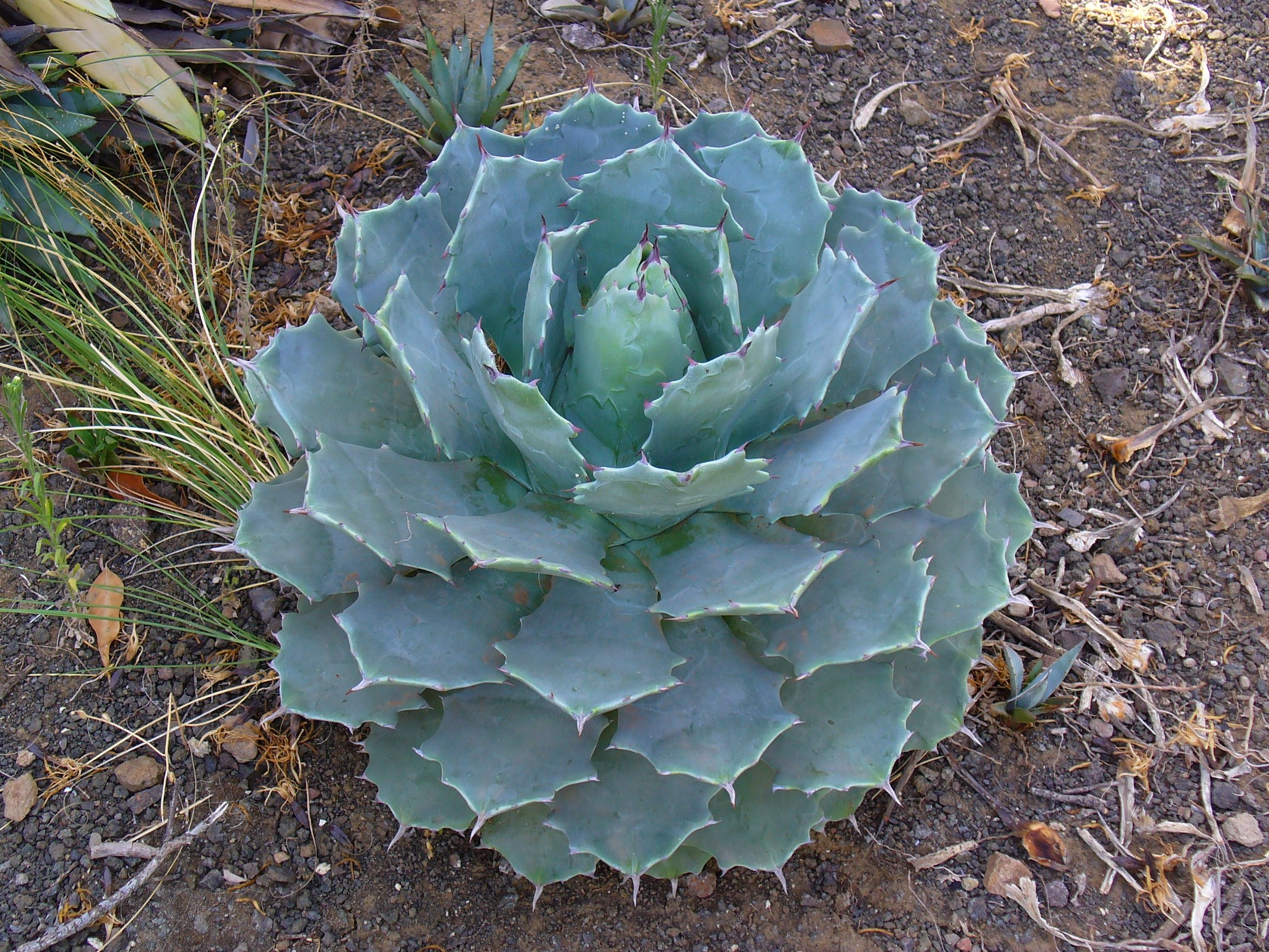
雷神 (A. potatorum, verschaffeltii) - 多肉植物として栽培される代表種。
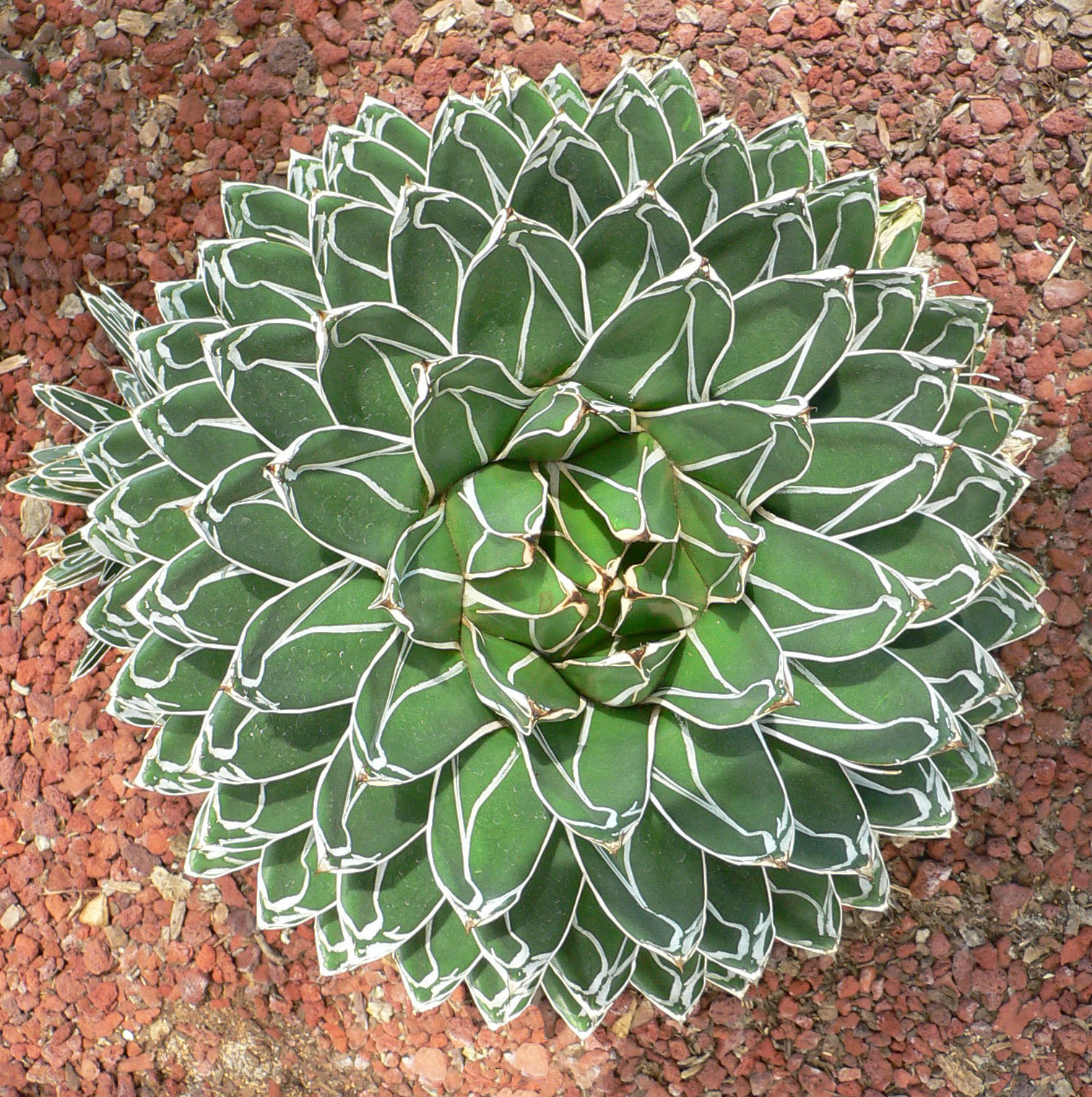
ササノユキ（笹の雪） (A. victoriae-reginae) - 観賞植物。
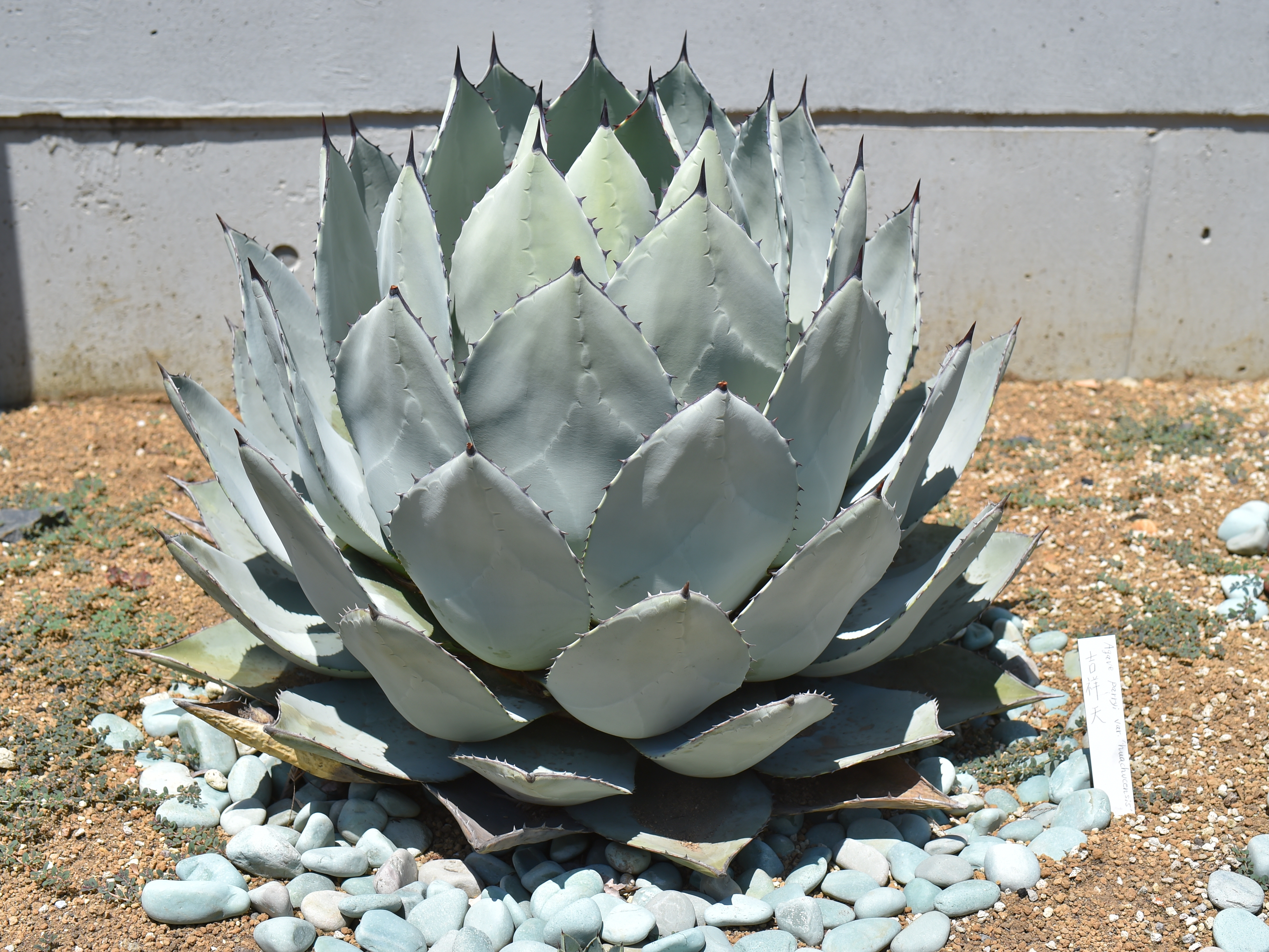
キッショウテン（吉祥天）(A. parryi ver. huachucensis) - 多肉植物として観賞用にされる。

#### 日本国内でよく流通しているアガベ
日本国内でよく流通しているアガベの流通名および学名を以下に記載する。
- アオノリュウゼツラン A. americana
- 五色万代 A. univittata f. variegata
- 笹の雪 A. victoriae-reginae
- 吹上 A. stricta
- 雷神 A. potatorum var.
- 滝の白糸 A. schidigera
- アテヌアータ A. attenuata
- 吉祥天（キッショウテン） A. parryi ver. huachucensis

### 和名：三十三間堂の開花と１年後

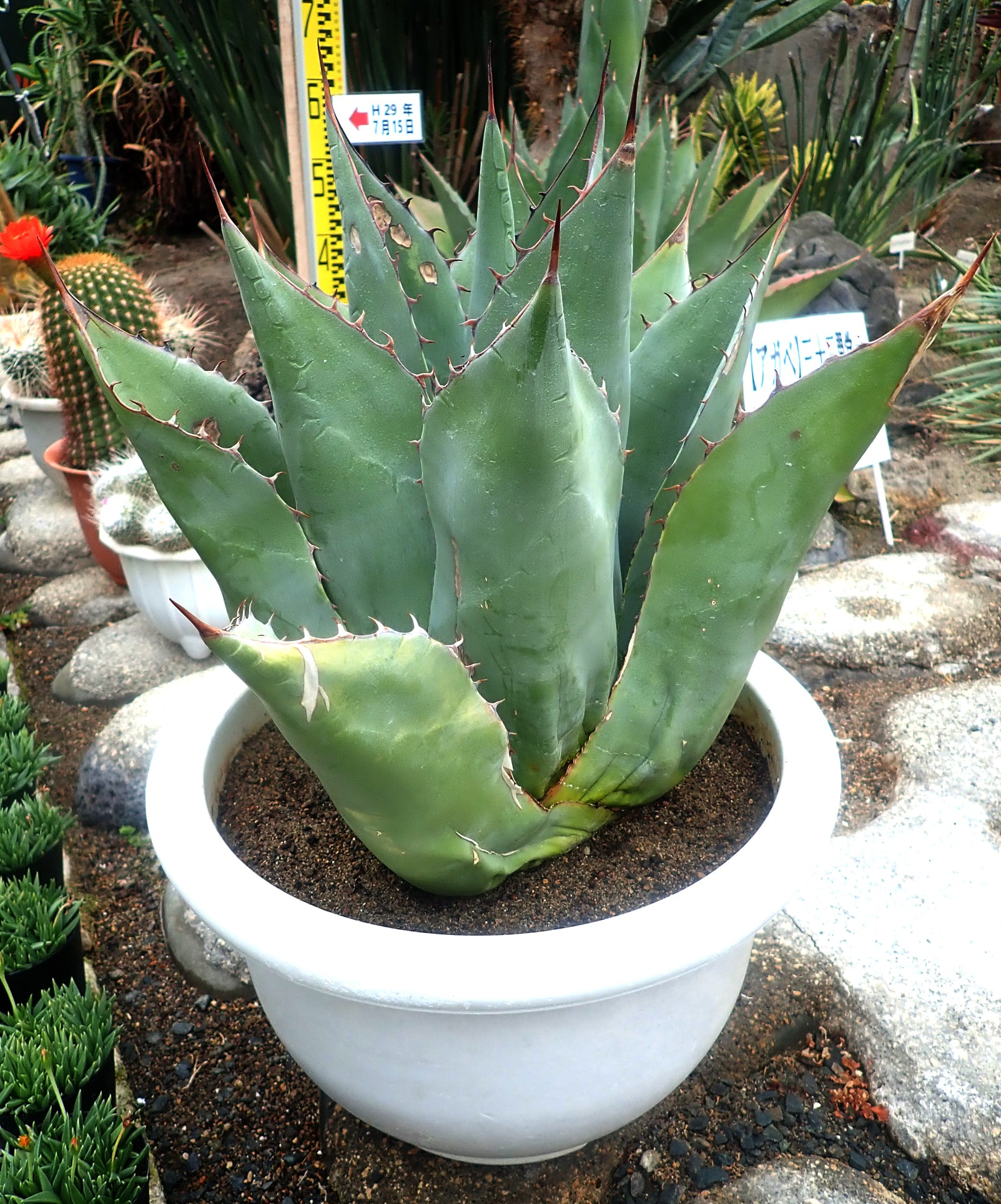
花が咲くくらいまでに成長した株
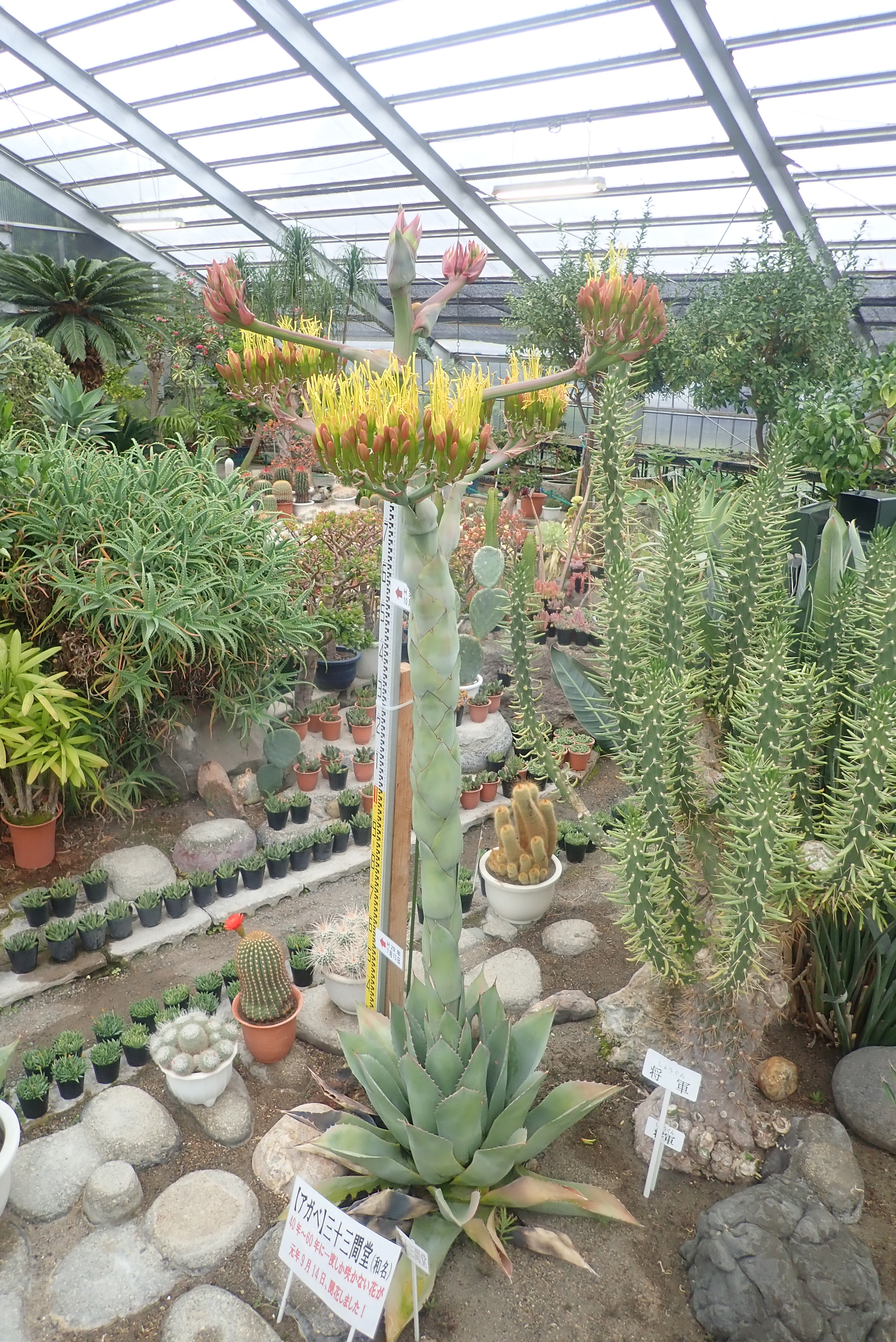
花が咲いた株
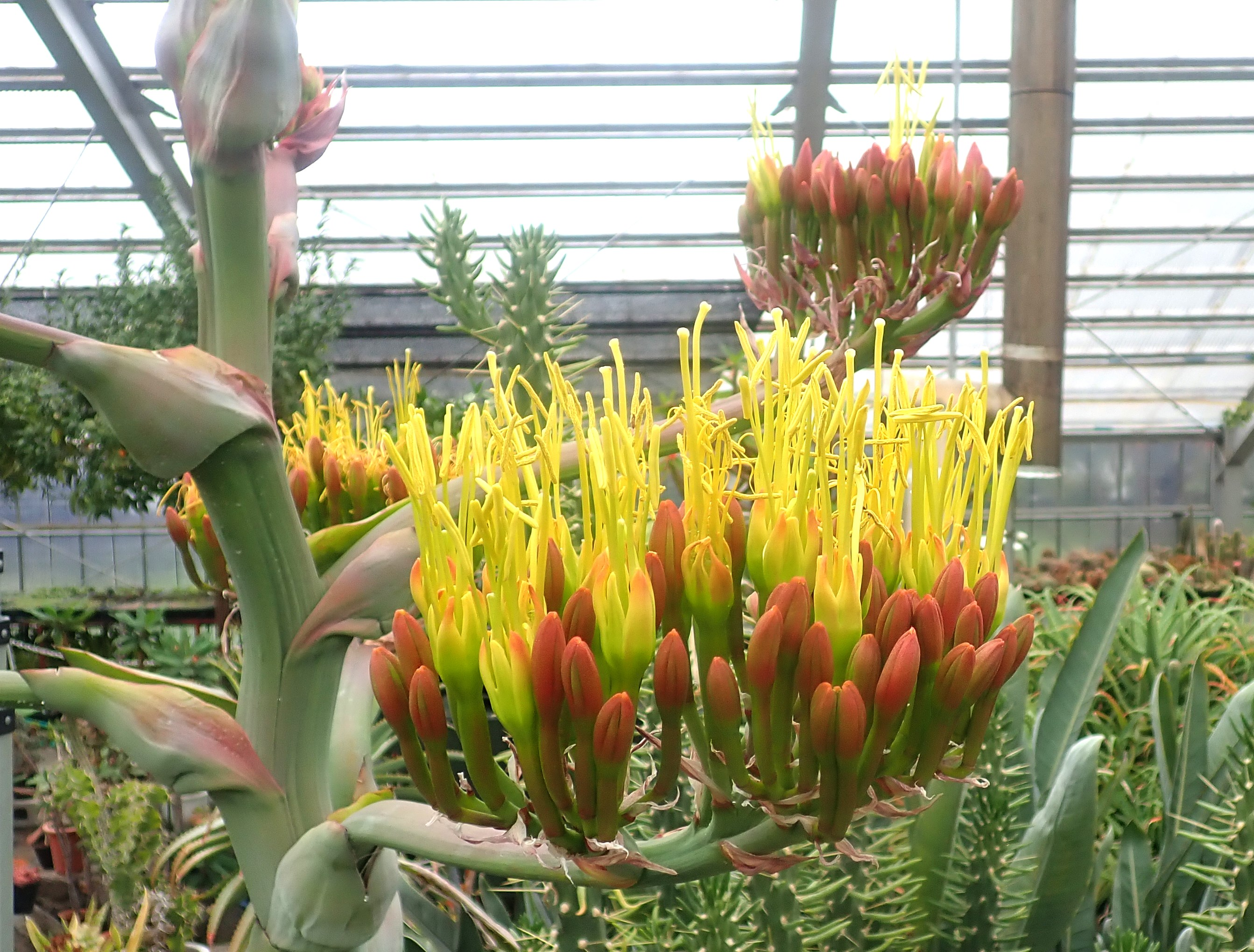
花を拡大
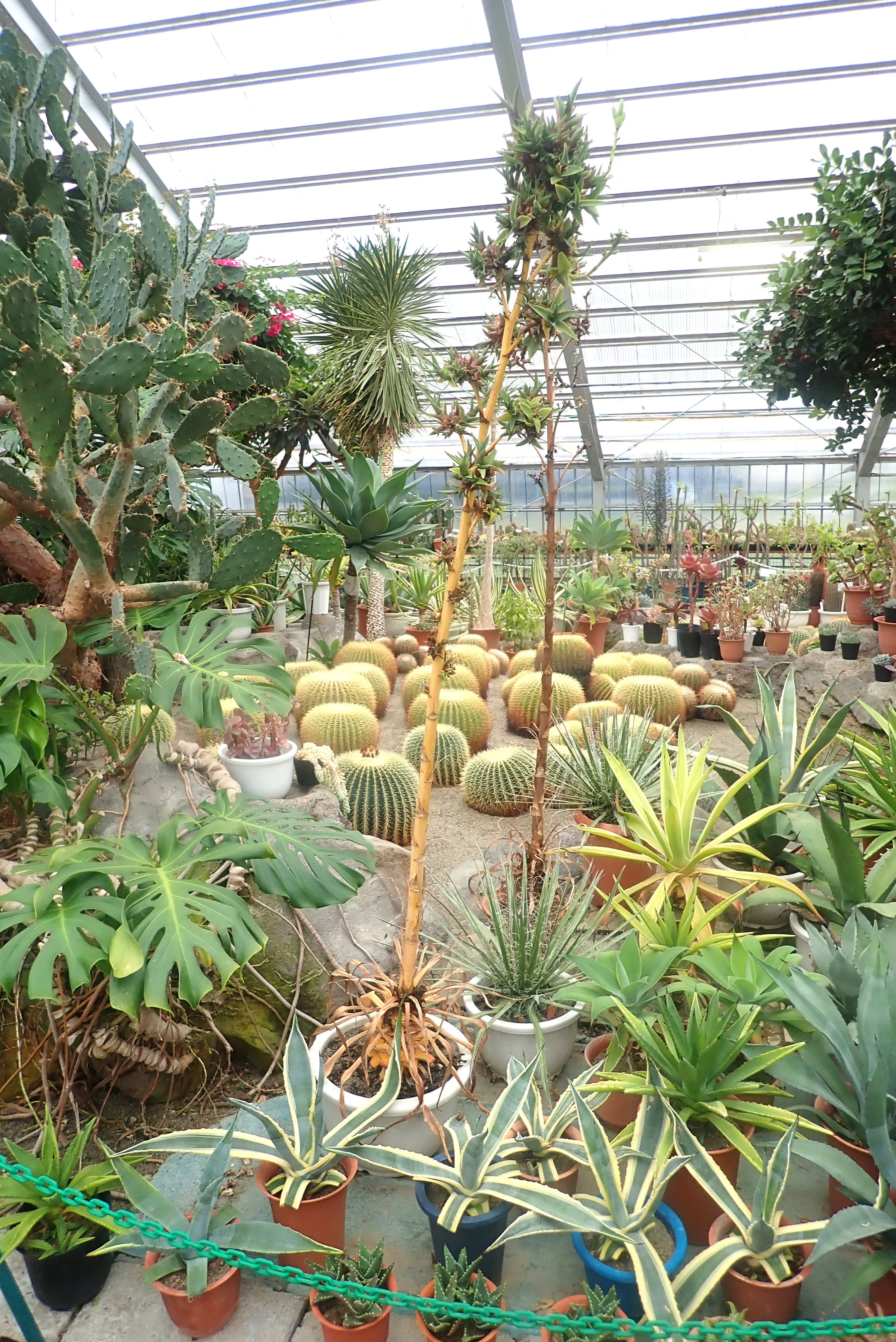
花が咲いて1年経過した株
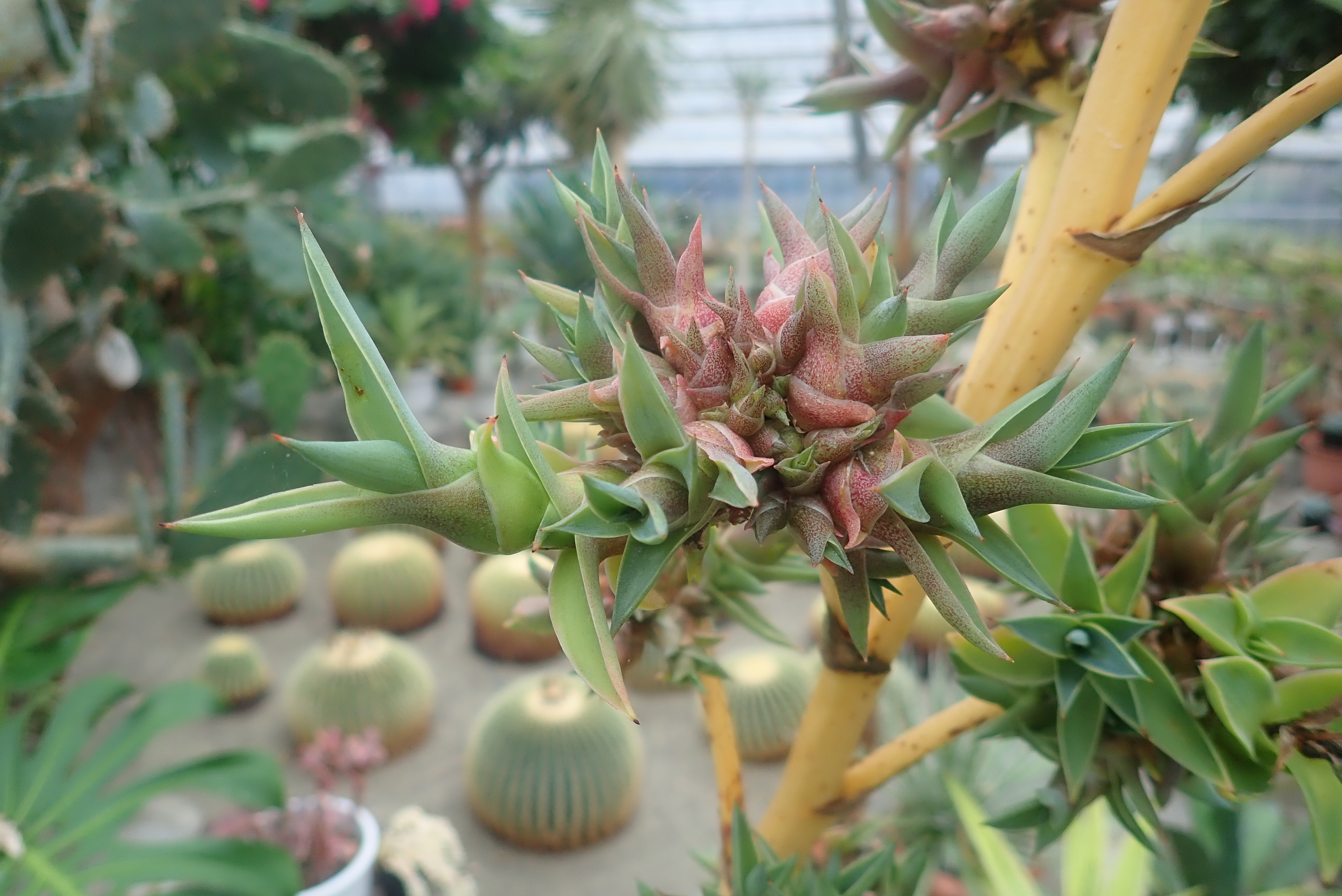
種ではなく子株ができる